# Abraham Nicolas Amelot de la Houssaye
Abraham Nicolas Amelot de la Houssaye (Orleães, 1 de fevereiro de 1634 – Paris, 8 de dezembro de 1706) foi um historiador e publicitário francês.
Foi secretário da embaixada francesa na República de Veneza. Em Histoire du gouvernement de Venise, explica e critica a administração desse Estado, e expõe as causas de sua decadência. A obra foi impressa pela imprensa real e dedicada a Louvois, o que evidencia que o governo não a desaprovara. A obra desapareceu em 1676, o que deixou o embaixador de Veneza (Giustiniani) bravo. Enviaram o autor da obra à Bastilha, aonde esteve, porém, somente seis semanas.